# Jendowiszczi
Jendowiszczi (ros. Ендовищи) – wieś (sieło) w Rosji, w obwodzie niżnonowogrodzkim, w rejonie krasnooktiabrskim. W 2010 liczyła 438 mieszkańców, głównie Tatarów.